# Arie Rip
Arie Rip (né en 1941) est un professeur émérite néerlandais de Philosophie des Sciences et de la Technologie. Ses travaux s'inscrivent dans le domaine de recherche des STS (Science, Technologie et Société) et de la théorie de l'acteur-réseau.
En 1988-1989, il a été président de la « 4S » (Society for Social Studies of Science). À partir de 2000 jusqu'en 2005, il a dirigé le WTMC (Netherlands Graduate School of Science, Technology and Modern Culture), un regroupement de chercheurs néerlandais se consacrant à l'étude du développement des sciences, de la technologie et de la culture moderne. Il quitte son poste de professeur de philosophie des sciences et technologies en 2006, poste qu'il occupait depuis 1987 à l'Université Twente. Sa contribution principale aux études des sciences et technologies est la  methode qu'il nomme « Constructive Technology Assesment » (CTA).
En 2022, il a reçu le Prix John Desmond Bernal de la « 4S » (Society for Social Studies of Science), qui sera décerné dans la deuxième semaine de Décembre 2022 pendant une conférence de la « 4S » à l'Université ibéro-américaine Puebla, San Andrés Cholula, Mexique.

## Principales publications
- (en) édition de Carl Johan Friedrich Böttcher, Theory of electric polarization, Amsterdam ; New York : Elsevier Scientific Pub. Co., 1973-78 ; 2nd ed. completely rev. by O. C. Van Belle, P. Bordewijk, and A. Rip.
- (en) avec Michel Callon et John Law, Mapping the dynamics of science and technology : sociology of science in the real world, Basingstoke : Macmillan, 1986.
- (en) avec Thomas J. Misa et Johan Schot (éd.), Managing Technology in Society: The Approach of Constructive Technology Assessment, Pinter Publishers, 1996.
- (en) The Political Transformation of Science, Sage Publications Ltd, 2003.